# Juan Palazuelo de la Peña
Juan Palazuelo de la Peña (1927-2007) fue un arquitecto español. Autor de obras tan valoradas como la restauración y ampliación del convento de Sta. Mª del Paraíso en Chinchón (Madrid) para su actual uso como Parador de Chinchón, incluyendo la creación de jardines aterrazados de nueva planta.

## Biografía
Juan Palazuelo comenzó a realizar trabajos para el Ministerio de Información y Turismo en la década de 1960. En ese periodo, trabajó en la implantación de la red de paradores en las Islas Canarias y en las provincias africanas, realizando los estudios iniciales de la mayoría de los establecimientos, y proyectando personalmente los paradores de nueva planta de El Aaiún (1968), Fuerteventura (1968) y La Gomera (1972). En cada uno de ellos estudió las arquitecturas tradicionales de la zona en que se implantaban, tanto en lo formal como en lo material, utilizando elementos reutilizados de edificios demolidos, y técnicas de construcción tradicionales.
En la década de los setenta acometió las rehabilitaciones de los conventos de Almagro (firmado junto a Ramón Melgarejo Rueda) y de Chinchón, en los que aplicaron el principio de "unidad de estilo", rehabilitando las construcciones históricas según el estilo original, descartando elementos añadidos a lo largo de la historia, y construyendo nuevas edificaciones en estilo coherente con lo existente.
Junto a su hermano Pablo Palazuelo (1915-2007), pintor, grabador y escultor de reconocido prestigio, restauró el Castillo de Monroy, que actualmente acoge a la Fundación Pablo Palazuelo, dotándolo además de unos jardines tan cuidadosamente proyectados como los de Chinchón y Almagro.

## Galería

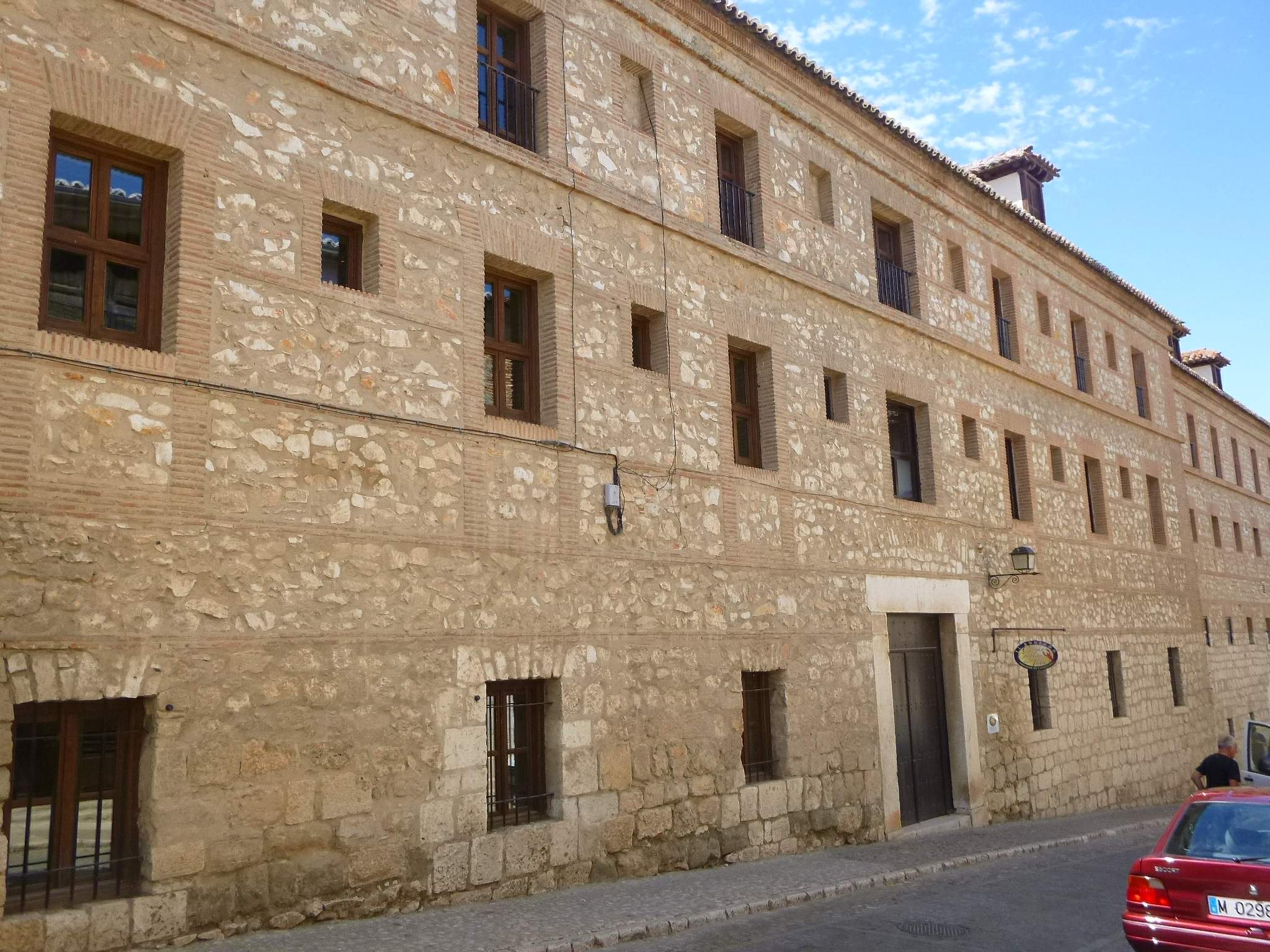
Antiguo Monasterio de los Agustinos (actual Parador de Chinchón).
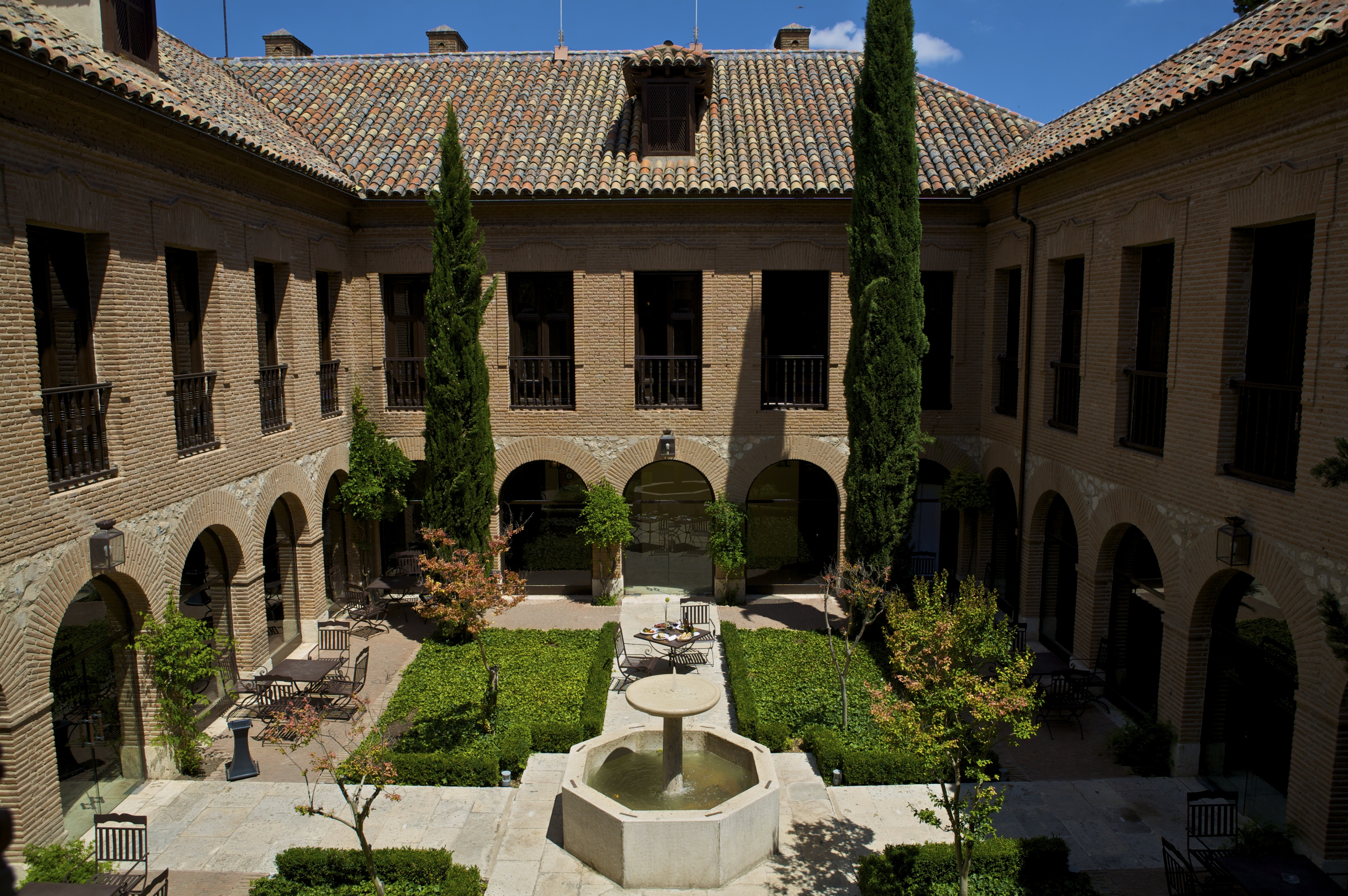
Parador de Chinchón.
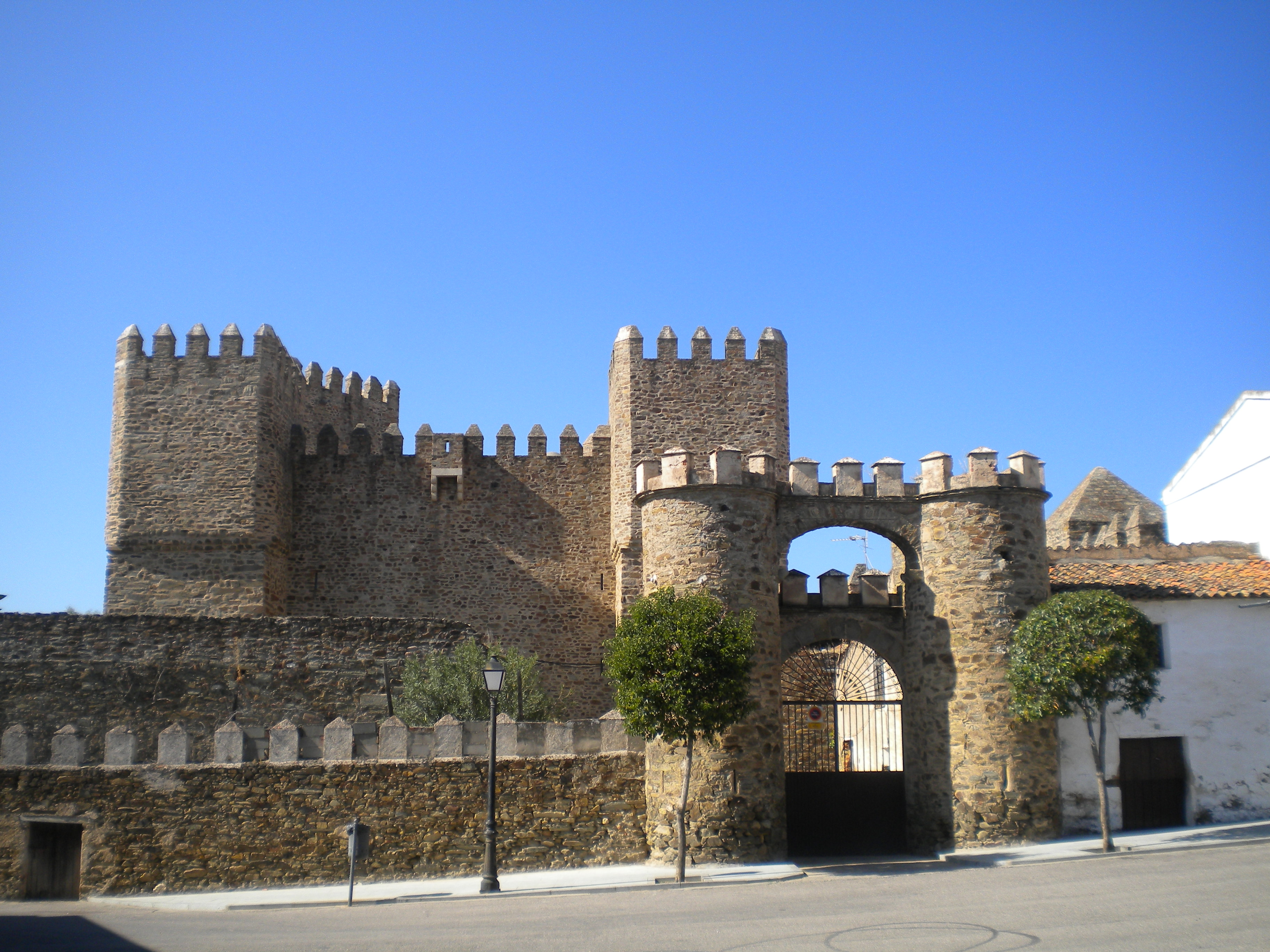
Vista del castillo de Monroy.
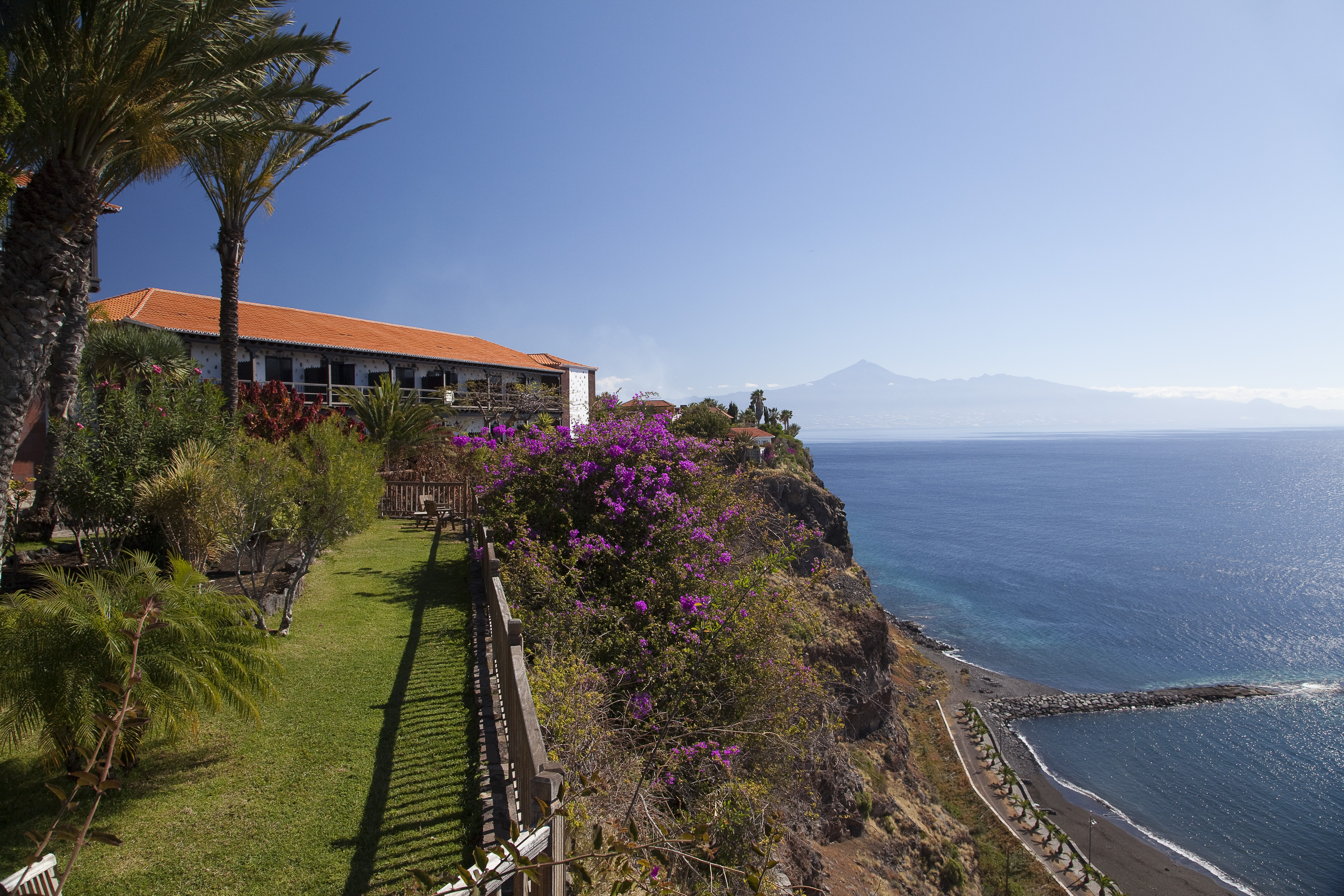
Parador de La Gomera.